# سیارک ۱۷۵۶۳
سیارک ۱۷۵۶۳ (به انگلیسی: 17563 Tsuneyoshi، نامگذاری:1994CC1) هفده هزار و پانصد و شصت و سومین سیارک کشف شده‌است که در ۵ فوریه ۱۹۹۴ کشف شد.
قدر مطلق سیارک برابر ۳۳.۸ است.